# Ocotea raimondii
Ocotea raimondii es una especie de planta con flor en la familia de las Lauraceae. 
Es endémica de Perú, y está amenazada por pérdida de hábitat; donde esta especie arbórea era conocida hasta 2001 solamente de Cajamarca, recolectada en los bosques montanos de su vertiente oriental. Luego se registra en el departamento de San Martín, sugiriendo que existan otras subpoblaciones aisladas. 

## Fuente
- World Conservation Monitoring Centre 1998. Ocotea raimondii. 2006 IUCN Lista Roja de Especies Amenazadas; bajado 22 de agosto de 2007

- Datos: Q1945407